# Когда мы восстанем
Когда мы восстанем (англ. When We Rise) — американский восьмисерийный телевизионный драматический фильм на основе реальных событий, вышедший на канале ABC в 2017 году. Номинация на премию «Спутник» за лучший мини-сериал.

## Сюжет
Сериал основан на мемуарах ЛГБТ-активиста Клива Джонса о борьбе за права геев и лесбиянок.

## Актёры
- Гай Пирс — Клив Джонс
  - Остин Маккензи — Клив в юности
- Мэри-Луиз Паркер — Рома Гай
  - Эмили Скеггс — Рома в юности
- Рэйчел Гриффитс — Дайан Джонс
  - Фиона Дуриф — Дайан в юности
- Джек Плотник — Гилберт Бейкер
  - Дилан Арнольд — Гилберт в юности
- Майкл К. Уильямс — Кен Джонс
  - Джонатан Мейджорс — Кен в юности
- Кэрри Престон — Салли Миллер Гирхарт
- Кевин Макхейл — Бобби Кэмпбелл
- Дилан Уолш — Маркус Конант
- Вупи Голдберг — Пэт Норман
- Рози О’Доннелл — Дэл Мартин
- Мэдди Корман — Филлис Лайон
- Денис О’Хэр — Джим Фостер
- Т. Р. Найт — Чед Гриффин
- Мэттью Дель Негро — Гэвин Ньюсом
- Чарли Карвер — Майкл Смит

## Отзывы
Сериал получил преимущественно положительные отзывы критиков. Сайт Rotten Tomatoes даёт ему рейтинг в 82 % на основе 34 профессиональных рецензий.

## Награды и номинации
| Год  | Премия  | Категория          | Результат |
| ---- | ------- | ------------------ | --------- |
| 2018 | Спутник | Лучший мини-сериал | Номинация |